# Reinhard Vetter
Reinhard Vetter (* 12. November 1940 in München) ist ein deutscher Jurist und Experte für Datenschutz. 

## Leben
Von April 1994 bis November 2005 übte er das Amt des Landesdatenschutzbeauftragten des Freistaates Bayern aus.
Vor seiner Ernennung zum Datenschutzbeauftragten war Vetter in den verschiedensten Ebenen der bayerischen Staatsverwaltung tätig.
Vetter lehrte Datenschutzrecht an der Hochschule für Politik München. Er ist seit 1963 Mitglied des Corps Transrhenania München und seit 2009 des Corps Ratisbonia.

## Werke (Auszug)
- Forschungs(daten)geheimnis.In: Datenschutz und Datensicherheit 23 (7), 1999.
- Chancen und Risiken zentralisierter Patientendatenbestände – Zentraler Datenpool der Krankenversicherung, Elektronischer Patientenpass und zentraler Rechner. In: Datenschutz und Datensicherheit 2003, S. 27.